# Fanalca
Fábrica Nacional de Autopartes (Organización Fanalca de Colombia) es un grupo empresarial colombiano. El grupo es principalmente conocido por ser el único en Colombia con la licencia para ensamblar motocicletas Honda y comercializar los automóviles de esta misma marca.
Fanalca S.A. es una sociedad anónima con capital colombiano y su nombre significó "Fábrica Nacional de carrocerías", en consonancia con su razón social inicial que con el tiempo fue modificada. Hoy, debido a su crecimiento, el nombre no refleja realmente el amplio campo de actividades que la empresa realiza en el área industrial y comercial.

## Historia
Fue fundada el 31 de mayo de 1958, cuando Joaquín Losada Salcedo conformó una empresa dedicada a la fabricación de carrocería para buses con piezas suministradas por la Superior Coach de los Estados Unidos. De forma gradual, la naciente empresa fue produciendo la totalidad de las piezas necesarias para las carrocerías, ofreciendo nuevos modelos para el creciente mercado del transporte urbano e intermunicipal.
Se origina en el sector metalmecánico y como grupo empresarial participa además en el sector de las autopartes, motopartes, carrocerías tuberías, cajas compactadoras de basuras, el transporte de pasajeros y la recolección y transporte de desechos sólidos. Luego de fabricar coches y vagones de ferrocarril y de canalizar la producción de tubería metálica con costura como materia prima en las plantas ensambladoras de carrocería, Fanalca obtuvo la licencia para ensamblar y comercializar motocicletas Honda en Colombia. Lo que implicó el desarrollo de una red de distribución a través de concesionarios localizados en todo el país de los guajiros 
En 1991 Fanalca S.A. obtiene la licencia para comercializar en Colombia los automóviles Honda, negocio que representa un gran prestigio comercial para la compañía en el mercado automotor colombiano.
En el año 2000 entró en funcionamiento el sistema de transporte masivo en la capital colombiana, Transmilenio, del cual los buses que circulan con la numeración A001 hasta A187 pertenecen a este grupo. Estos buses articulados circularon hasta 2019 bajo la administración de Ciudad Móvil en el Portal Norte. Actualmente operan en el Portal Sur - JFK Cooperativa Financiera como Connexión Móvil y en el Portal Eldorado - Centro Comercial Nuestro Bogotá como Gestión Movil S.A.S. (Gmóvil) 